# Lista över medaljörer vid olympiska sommarspelen 1972
Detta är en lista över medaljörer vid olympiska sommarspelen 1972. OS 1972 hölls i München i Västtyskland mellan den 26 augusti och 11 september 1972.
| Innehållsförteckning | Innehållsförteckning | Innehållsförteckning | Innehållsförteckning | Innehållsförteckning |
| -------------------- | -------------------- | -------------------- | -------------------- | -------------------- |
| Basket               | Boxning              | Brottning            | Bågskytte            | Cykelsport           |
| Fotboll              | Friidrott            | Fäktning             | Gymnastik            | Handboll             |
| Judo                 | Kanotsport           | Landhockey           | Modern femkamp       | Ridsport             |
| Rodd                 | Segling              | Simhopp              | Simning              | Skytte               |
| Tyngdlyftning        | Vattenpolo           | Volleyboll           | Referenser           |                      |

## Basket
| Klass  | Guld | Silver | Brons |
| Herrar | Sovjetunionen (URS) Anatolij Polivoda Modestas Paulauskas Zurab Sakandelidze Älzjan Zjarmuchamedov Aleksandr Bolosjev Ivan Jedesjka Sergej Belov Micheil Korkia Ivan Dvornyj Gennadij Volnov Aleksandr Belov Sergej Kovalenko | USA (USA) † Kenneth Davis Doug Collins Tom Henderson Mike Bantom Robert Jones Dwight Jones James Forbes Jim Brewer Tommy Burleson Tom McMillen Kevin Joyce Ed Ratleff | Kuba (CUB) Juan Carlos Domecq Fortuondo Ruperto Herrera Tabio Juan Roca Brunet Pedro Chappe Garcia Miguel Alvarez Pozo Rafael Canizares Poey Conrado Perez Armenteros Miguel Calderon Gomez Tomas Herrera Martinez Oscar Varona Varona Alejandro Urgelles Guibot Franklin Standard Johnson |

† Vägrade ta emot medalj

## Boxning
| Klass                       | Guld                                | Silver                    | Brons                          |
| Lätt flugvikt Detaljer...   | György Gedó · Ungern                | Kim U-Gil · Nordkorea     | Ralph Evans · Storbritannien   |
| Lätt flugvikt Detaljer...   | György Gedó · Ungern                | Kim U-Gil · Nordkorea     | Enrique Rodríguez · Spanien    |
| Flugvikt Detaljer...        | Georgi Kostadinov · Bulgarien       | Leo Rwabwogo · Uganda     | Leszek Blazynski · Polen       |
| Flugvikt Detaljer...        | Georgi Kostadinov · Bulgarien       | Leo Rwabwogo · Uganda     | Douglas Rodríguez · Kuba       |
| Bantamvikt Detaljer...      | Orlando Martínez · Kuba             | Alfonso Zamora · Mexiko   | Ricardo Carreras · USA         |
| Bantamvikt Detaljer...      | Orlando Martínez · Kuba             | Alfonso Zamora · Mexiko   | George Turpin · Storbritannien |
| Fjädervikt Detaljer...      | Boris Kuznetsov · Sovjetunionen     | Philip Waruinge · Kenya   | András Botos · Ungern          |
| Fjädervikt Detaljer...      | Boris Kuznetsov · Sovjetunionen     | Philip Waruinge · Kenya   | Clemente Rojas · Colombia      |
| Lättvikt Detaljer...        | Jan Szczepański · Polen             | László Orbán · Ungern     | Samuel Mbugua · Kenya          |
| Lättvikt Detaljer...        | Jan Szczepański · Polen             | László Orbán · Ungern     | Alfonso Pérez · Colombia       |
| Lätt weltervikt Detaljer... | Ray Seales · USA                    | Angel Angelov · Bulgarien | Issaka Daborg · Niger          |
| Lätt weltervikt Detaljer... | Ray Seales · USA                    | Angel Angelov · Bulgarien | Zvonimir Vujin · Jugoslavien   |
| Weltervikt Detaljer...      | Emilio Correa · Kuba                | János Kajdi · Ungern      | Dick Murunga · Kenya           |
| Weltervikt Detaljer...      | Emilio Correa · Kuba                | János Kajdi · Ungern      | Jesse Valdez · USA             |
| Lätt mellanvikt Detaljer... | Dieter Kottysch · Västtyskland      | Wiesław Rudkowski · Polen | Alan Minter · Storbritannien   |
| Lätt mellanvikt Detaljer... | Dieter Kottysch · Västtyskland      | Wiesław Rudkowski · Polen | Peter Tiepold · Östtyskland    |
| Mellanvikt Detaljer...      | Vyacheslav Lemeshev · Sovjetunionen | Reima Virtanen · Finland  | Prince Amartey · Ghana         |
| Mellanvikt Detaljer...      | Vyacheslav Lemeshev · Sovjetunionen | Reima Virtanen · Finland  | Marvin Johnson · USA           |
| Lätt tungvikt Detaljer...   | Mate Parlov · Jugoslavien           | Gilberto Carrillo · Kuba  | Janusz Gortat · Polen          |
| Lätt tungvikt Detaljer...   | Mate Parlov · Jugoslavien           | Gilberto Carrillo · Kuba  | Isaac Ikhouria · Nigeria       |
| Tungvikt Detaljer...        | Teófilo Stevenson · Kuba            | Ion Alexe · Rumänien      | Peter Hussing · Västtyskland   |
| Tungvikt Detaljer...        | Teófilo Stevenson · Kuba            | Ion Alexe · Rumänien      | Hasse Thomsén · Sverige        |

## Brottning

### Fristil, herrar
| Klass                     | Guld                               | Silver                              | Brons                              |
| Lätt flugvikt Detaljer... | Roman Dmitriyev · Sovjetunionen    | Ognyan Nikolov · Bulgarien          | Ebrahim Javadi · Iran              |
| Flugvikt Detaljer...      | Kiyomi Kato · Japan                | Arsen Alakhverdiyev · Sovjetunionen | Kim Gwong-Hyong · Nordkorea        |
| Bantamvikt Detaljer...    | Hideaki Yanagida · Japan           | Richard Sanders · USA               | László Klinga · Ungern             |
| Fjädervikt Detaljer...    | Zagalav Abdulbekov · Sovjetunionen | Vehbi Akdağ · Turkiet               | Ivan Krastev · Bulgarien           |
| Lättvikt Detaljer...      | Dan Gable · USA                    | Kikuo Wada · Japan                  | Ruslan Ashuraliyev · Sovjetunionen |
| Weltervikt Detaljer...    | Wayne Wells · USA                  | Jan Karlsson · Sverige              | Adolf Seger · Västtyskland         |
| Mellanvikt Detaljer...    | Levan Tediashvili · Sovjetunionen  | John Peterson · USA                 | Vasile Iorga · Rumänien            |
| Lätt tungvikt Detaljer... | Ben Peterson · USA                 | Gennadi Strakhov · Sovjetunionen    | Károly Bajkó · Ungern              |
| Tungvikt Detaljer...      | Ivan Yarygin · Sovjetunionen       | Khorloogiin Bayanmönkh · Mongoliet  | József Csatári · Ungern            |
| Supertungvikt Detaljer... | Alexander Medved · Sovjetunionen   | Osman Duraliev · Bulgarien          | Chris Taylor · USA                 |

### Grekisk-romersk stil, herrar
| Klass                     | Guld                                 | Silver                             | Brons                       |
| Lätt flugvikt Detaljer... | Gheorghe Berceanu · Rumänien         | Rahim Aliabadi · Iran              | Stefan Angelov · Bulgarien  |
| Flugvikt Detaljer...      | Petar Kirov · Bulgarien              | Koichiro Hirayama · Japan          | Giuseppe Bognanni · Italien |
| Bantamvikt Detaljer...    | Rustam Kazakov · Sovjetunionen       | Hans-Jürgen Veil · Västtyskland    | Risto Björlin · Finland     |
| Fjädervikt Detaljer...    | Georgi Markov · Bulgarien            | Heinz-Helmut Wehling · Östtyskland | Kazimierz Lipień · Polen    |
| Lättvikt Detaljer...      | Shamil Khisamutdinov · Sovjetunionen | Stoyan Apostolov · Bulgarien       | Gian-Matteo Ranzi · Italien |
| Weltervikt Detaljer...    | Vítězslav Mácha · Tjeckoslovakien    | Petros Galaktopoulos · Grekland    | Jan Karlsson · Sverige      |
| Mellanvikt Detaljer...    | Csaba Hegedűs · Ungern               | Anatoly Nazarenko · Sovjetunionen  | Milan Nenadić · Jugoslavien |
| Lätt tungvikt Detaljer... | Valeri Rezantsev · Sovjetunionen     | Josip Čorak · Jugoslavien          | Czesław Kwieciński · Polen  |
| Tungvikt Detaljer...      | Nicolae Martinescu · Rumänien        | Nikolai Yakovenko · Sovjetunionen  | Ferenc Kiss · Ungern        |
| Supertungvikt Detaljer... | Anatoly Roshchin · Sovjetunionen     | Alexander Tomov · Bulgarien        | Victor Dolipschi · Rumänien |

## Bågskytte
| Klass                            | Guld                | Silver                   | Brons                          |
| Individuellt, herrar Detaljer... | John Williams · USA | Gunnar Jervill · Sverige | Kyösti Laasonen · Finland      |
| Individuellt, damer Detaljer...  | Doreen Wilber · USA | Irena Szydłowska · Polen | Emma Gaptjenko · Sovjetunionen |

## Cykelsport
| Gren                                 | Guld                                                                          | Silver                                                                   | Brons                                                                 |
| Herrarnas linjelopp Detaljer...      | Hennie Kuiper Nederländerna                                                   | Clyde Sefton Australien                                                  | Ingen utdelad                                                         |
| Herrarnas lagtempolopp Detaljer...   | Sovjetunionen Valerij Jardy Gennadij Komnatov Valerij Lichatjov Boris Sjuchov | Polen Ryszard Szurkowski Edward Barcik Lucjan Lis Stanisław Szozda       | Ingen utdelad                                                         |
| Herrarnas tempolopp Detaljer...      | Niels Fredborg Danmark                                                        | Daniel Clark Australien                                                  | Jürgen Schütze Östtyskland                                            |
| Herrarnas sprint Detaljer...         | Daniel Morelon Frankrike                                                      | John Nicholson Australien                                                | Omar Pchakadze Sovjetunionen                                          |
| Herrarnas tandem Detaljer...         | Sovjetunionen Vladimir Semenets Igor Tselovaljnikov                           | Östtyskland Jürgen Geschke Werner Otto                                   | Polen Andrzej Bek Benedykt Kocot                                      |
| Herrarnas förföljelse Detaljer...    | Knut Knudsen Norge                                                            | Xaver Kurmann Schweiz                                                    | Hans Lutz Västtyskland                                                |
| Herrarnas lagförföljelse Detaljer... | Västtyskland Günther Schumacher Jürgen Colombo Günter Haritz Udo Hempel       | Östtyskland Uwe Unterwalder Thomas Huschke Heinz Richter Herbert Richter | Storbritannien William Moore Michael Bennett Ian Hallam Ronald Keeble |

## Fotboll
| Gren   | Guld | Silver | Brons |
| Herrar | Polen Hubert Kostka Zbigniew Gut Jerzy Gorgoń Zygmunt Anczok Lesław Ćmikiewicz Zygmunt Maszczyk Jerzy Kraska Kazimierz Deyna Zygfryd Szołtysik Włodzimierz Lubański Robert Gadocha Ryszard Szymczak Antoni Szymanowski Joachim Marx Grzegorz Lato Marian Ostafiński Kazimierz Kmiecik | Ungern István Géczi Péter Vépi Miklós Páncsics Péter Juhász Lajos Szűcs Mihály Kozma Antal Dunai Lajos Kű Béla Váradi Ede Dunai László Bálint Lajos Kocsis Kálmán Tóth László Branikovics József Kovács Csaba Vidács Adám Rothermel | Sovjetunionen Oleh Blochin Murtaz Churtsilava Juri Istomin Vladimir Kaplitjnj Viktor Kolotov Evgenj Lovtjev Sergei Olshanskj Evhen Rudakov Vjatjeslav Semjonov Gennadj Jevriuzjikin Oganes Zanazanjan Andrei Jakubik Arkadj Andreasjan Revaz Dzodzuasjvili Jozjef Sabo Juri Jelisejev Vladimir Onistjenko Anatolij Kuksov Vladimir Pilguj |
| Herrar | Polen Hubert Kostka Zbigniew Gut Jerzy Gorgoń Zygmunt Anczok Lesław Ćmikiewicz Zygmunt Maszczyk Jerzy Kraska Kazimierz Deyna Zygfryd Szołtysik Włodzimierz Lubański Robert Gadocha Ryszard Szymczak Antoni Szymanowski Joachim Marx Grzegorz Lato Marian Ostafiński Kazimierz Kmiecik | Ungern István Géczi Péter Vépi Miklós Páncsics Péter Juhász Lajos Szűcs Mihály Kozma Antal Dunai Lajos Kű Béla Váradi Ede Dunai László Bálint Lajos Kocsis Kálmán Tóth László Branikovics József Kovács Csaba Vidács Adám Rothermel | Östtyskland Jürgen Croy Manfred Zapf Konrad Weise Bernd Bransch Jürgen Pommerenke Jürgen Sparwasser Hans-Jürgen Kreische Joachim Streich Wolfgang Seguin Peter Ducke Frank Ganzera Lothar Kurbjuweit Eberhard Vogel Harald Irmscher Ralf Schulenberg Reinhard Häfner Siegmar Watzlich                                                     |

## Friidrott
| Gren                              | Guld                                                                | Guld             | Silver                                                                                   | Silver      | Brons                                                                                | Brons       |
| 100 meter Detaljer...             | Valerij Borzov · Sovjetunionen                                      | 10,14            | Robert Taylor · USA                                                                      | 10,24       | Lennox Miller · Jamaica                                                              | 10,33       |
| 200 meter Detaljer...             | Valerij Borzov · Sovjetunionen                                      | 20,00            | Larry Black · USA                                                                        | 20,19       | Pietro Mennea · Italien                                                              | 20,30       |
| 400 meter Detaljer...             | Vincent Matthews · USA                                              | 44,66            | Wayne Collett · USA                                                                      | 44,80       | Julius Sang · Kenya                                                                  | 44,92       |
| 800 meter Detaljer...             | Dave Wottle · USA                                                   | 1.45,86          | Jevgenij Arzjanov · Sovjetunionen                                                        | 1.45,89     | Mike Boit · Kenya                                                                    | 1.46,01     |
| 1 500 meter Detaljer...           | Pekka Vasala · Finland                                              | 3.36,33          | Kipchoge Keino · Kenya                                                                   | 3.36,81     | Rod Dixon · Nya Zeeland                                                              | 3.37,46     |
| 5 000 meter Detaljer...           | Lasse Virén · Finland                                               | 13.26,42 (OR)    | Mohammed Gammoudi · Tunisien                                                             | 13.27,33    | Ian Stewart · Storbritannien                                                         | 13.27,61    |
| 10 000 meter Detaljer...          | Lasse Virén · Finland                                               | 27.38,35 (VR)    | Emiel Puttemans · Belgien                                                                | 27.39,58    | Miruts Yifter · Etiopien                                                             | 27.40,96    |
| Maraton Detaljer...               | Frank Shorter · USA                                                 | 2:12.19,8        | Karel Lismont · Belgien                                                                  | 2:14.31,8   | Mamo Wolde · Etiopien                                                                | 2:15.08,4   |
| 110 meter häck Detaljer...        | Rodney Milburn · USA                                                | 13,24 (VR)       | Guy Drut · Frankrike                                                                     | 13,34       | Thomas Hill · USA                                                                    | 13,48       |
| 400 meter häck Detaljer...        | John Akii-Bua · Uganda                                              | 47,82 (VR)       | Ralph Mann · USA                                                                         | 48,51       | David Hemery · Storbritannien                                                        | 48,52       |
| 3 000 meter hinder Detaljer...    | Kipchoge Keino · Kenya                                              | 8.23,64 (VR)     | Ben Jipcho · Kenya                                                                       | 8.24,62     | Tapio Kantanen · Finland                                                             | 8.24,66     |
| 4 x 100 meter stafett Detaljer... | USA · Larry Black · Robert Taylor · Gerald Tinker · Edward Hart     | 38,19 (VR)       | Sovjetunionen · Aleksandr Korneljuk · Vladimir Lovetskij · Juris Silovs · Valerij Borzov | 38,50       | Västtyskland · Jobst Hirscht · Karlheinz Klotz · Gerhard Wucherer · Klaus Ehl        | 38,79       |
| 4 x 400 meter stafett Detaljer... | Kenya · Charles Asati · Hezahiah Nyamau · Robert Ouko · Julius Sang | 2.59,83          | Storbritannien · Martin Reynolds · Alan Pascoe · David Hemery · David Jenkins            | 3.00,46     | Frankrike · Gilles Bertould · Daniel Velasques · Francis Kerbiriou · Jacques Carette | 3.00,65     |
| 20 kilometer gång Detaljer...     | Peter Frenkel · Östtyskland                                         | 1:26.42,4        | Volodimir Holubnitji · Sovjetunionen                                                     | 1:26.55,2   | Hans Reimann · Östtyskland                                                           | 1:27.16,6   |
| 50 kilometer gång Detaljer...     | Bernd Kannenberg · Västtyskland                                     | 3:56.11,6        | Veniamin Soldatenko · Sovjetunionen                                                      | 3:58.24,0   | Larry Young · USA                                                                    | 4:00.46,0   |
| Höjdhopp Detaljer...              | Jüri Tarmak · Sovjetunionen                                         | 2,23 m           | Stefan Junge · Östtyskland                                                               | 2,21 m      | Dwight Stones · USA                                                                  | 2,21 m      |
| Längdhopp Detaljer...             | Randy Williams · USA                                                | 8,24 m           | Hans Baumgartner · Västtyskland                                                          | 8,18 m      | Arnie Robinson · USA                                                                 | 8,03 m      |
| Tresteg Detaljer...               | Viktor Sanejev · Sovjetunionen                                      | 17,35 m          | Jörg Drehmel · Östtyskland                                                               | 17,30 m     | Nelson Prudêncio · Brasilien                                                         | 17,05 m     |
| Stavhopp Detaljer...              | Wolfgang Nordwig · Östtyskland                                      | 5,50 m (OR)      | Robert Seagren · USA                                                                     | 5,40 m      | Jan Johnson · USA                                                                    | 5,35 m      |
| Kulstötning Detaljer...           | Władysław Komar · Polen                                             | 21,18 m (OR)     | George Woods · USA                                                                       | 21,17 m     | Hartmut Briesenick · Östtyskland                                                     | 21,14 m     |
| Diskuskastning Detaljer...        | Ludvík Daněk · Tjeckoslovakien                                      | 64,40 m          | Jay Silvester · USA                                                                      | 63,50 m     | Ricky Bruch · Sverige                                                                | 63,40 m     |
| Släggkastning Detaljer...         | Anatolij Bondartjuk · Sovjetunionen                                 | 75,50 m (OR)     | Jochen Sachse · Östtyskland                                                              | 74,96 m     | Vasili Chmelevski · Sovjetunionen                                                    | 74,04 m     |
| Spjutkastning Detaljer...         | Klaus Wolfermann · Västtyskland                                     | 90,48 m (OR)     | Jānis Lūsis · Sovjetunionen                                                              | 90,46 m     | Bill Schmidt · USA                                                                   | 84,42 m     |
| Tiokamp Detaljer...               | Nikolaj Avilov · Sovjetunionen                                      | 8 454 poäng (VR) | Leonid Litvinenko · Sovjetunionen                                                        | 8 035 poäng | Ryszard Katus · Polen                                                                | 7 984 poäng |

### Damer
| Gren                              | Guld                                                                                  | Guld             | Silver                                                                              | Silver      | Brons                                                                       | Brons       |
| 100 meter Detaljer...             | Renate Stecher · Östtyskland                                                          | 11,07 (VR)       | Raelene Boyle · Australien                                                          | 11,23       | Silvia Chibás · Kuba                                                        | 11,24       |
| 200 meter Detaljer...             | Renate Stecher · Östtyskland                                                          | 22,40 (VR)       | Raelene Boyle · Australien                                                          | 22,45       | Irena Szewińska · Polen                                                     | 22,74       |
| 400 meter Detaljer...             | Monika Zehrt · Östtyskland                                                            | 51,08            | Rita Wilden · Västtyskland                                                          | 51,21       | Kathy Hammond · USA                                                         | 51,64       |
| 800 meter Detaljer...             | Hildegard Falck · Västtyskland                                                        | 1.58,55 (OR)     | Nijolė Sabaitė · Sovjetunionen                                                      | 1.58,65     | Gunhild Hoffmeister · Östtyskland                                           | 1.59,19     |
| 1 500 meter Detaljer...           | Ludmila Bragina · Sovjetunionen                                                       | 4.01,38 (VR)     | Gunhild Hoffmeister · Östtyskland                                                   | 4.02,83     | Paola Pigni · Italien                                                       | 4.02,85     |
| 100 meter häck Detaljer...        | Annelie Ehrhardt · Östtyskland                                                        | 12,59 (VR)       | Valeria Bufanu · Rumänien                                                           | 12,84       | Karin Balzer · Östtyskland                                                  | 12,90       |
| 4 x 100 meter stafett Detaljer... | Västtyskland · Christiane Krause · Ingrid Becker · Annegret Richter · Heide Rosendahl | 42,81            | Östtyskland · Evelin Kaufer · Christina Heinich · Bärbel Struppert · Renate Stecher | 42,95       | Kuba · Marlene Elejarde · Carmen Valdés · Fulgencia Romay · Silvia Chibás   | 43,36       |
| 4 x 400 meter stafett Detaljer... | Östtyskland · Dagmar Käsling · Rita Kühne · Helga Seidler · Monika Zehrt              | 3.22,95          | USA · Mable Fergerson · Madeline Manning · Cheryl Toussaint · Kathy Hammond         | 3.25,15     | Västtyskland · Anette Rückes · Inge Bödding · Hildegard Falck · Rita Wilden | 3.26,51     |
| Höjdhopp Detaljer...              | Ulrike Meyfarth · Västtyskland                                                        | 1,92 m (VR)      | Jordanka Blagoeva · Bulgarien                                                       | 1,88 m      | Ilona Gusenbauer · Österrike                                                | 1,85 m      |
| Längdhopp Detaljer...             | Heide Rosendahl · Västtyskland                                                        | 6,78 m           | Diana Jorgova · Bulgarien                                                           | 6,77 m      | Eva Šuranová · Tjeckoslovakien                                              | 6,67 m      |
| Kulstötning Detaljer...           | Nadezjda Tjizjova · Sovjetunionen                                                     | 21,03 m (VR)     | Margitta Gummel · Östtyskland                                                       | 20,22 m     | Ivanka Hristova · Bulgarien                                                 | 19,35 m     |
| Diskuskastning Detaljer...        | Faina Melnik · Sovjetunionen                                                          | 66,62 m (OR)     | Argentina Menis · Rumänien                                                          | 65,06 m     | Vasilka Stoeva · Bulgarien                                                  | 64,34 m     |
| Spjutkastning Detaljer...         | Ruth Fuchs · Östtyskland                                                              | 63,88 m (OR)     | Jacqueline Todten · Östtyskland                                                     | 62,54 m     | Kate Schmidt · USA                                                          | 59,94 m     |
| Femkamp Detaljer...               | Mary Peters · Storbritannien                                                          | 4 801 poäng (VR) | Heide Rosendahl · Västtyskland                                                      | 4 791 poäng | Burglinde Pollak · Östtyskland                                              | 4 768 poäng |

## Fäktning

### Herrar
| Gren                    | Guld                                                                                           | Silver                                                                                             | Brons                                                                                             |
| Värja Detaljer...       | Csaba Fenyvesi (HUN)                                                                           | Jacques Ladegaillerie (FRA)                                                                        | Győző Kulcsár (HUN)                                                                               |
| Värja lag Detaljer...   | Ungern Sándor Erdös Csaba Fenyvesi Gyözö Kulcsar Pál Schmitt Istvan Osztrics                   | Schweiz Guy Evequoz Daniel Giger Christian Kauter Peter Lötscher François Suchanecki               | Sovjetunionen Viktor Modzalevskij Sergej Paramonov Igor Valetov Georgij Zazjitskij Grigorij Kriss |
| Florett Detaljer...     | Witold Woyda (POL)                                                                             | Jenő Kamuti (HUN)                                                                                  | Christian Noël (FRA)                                                                              |
| Florett lag Detaljer... | Polen Marek Dabrowski Jerzy Kaczmarek Lech Koziejowski Witold Woyda Arkadiusz Godel            | Sovjetunionen Vladimir Denisov Anatolij Kotetsev Leonid Romanov Vasilij Stankovitj Viktor Putjatin | Frankrike Jean-Claude Magnan Christian Noël Daniel Revenu Bernard Talvard Gilles Berolatti        |
| Sabel Detaljer...       | Viktor Sidjak (URS)                                                                            | Péter Maróth (HUN)                                                                                 | Vladimir Nazlimov (URS)                                                                           |
| Sabel lag Detaljer...   | Italien Michele Maffei Mario Aldo Montano Mario Tullio Montano Rolando Rigoli Cesare Salvadori | Sovjetunionen Viktor Basjenov Vladimir Nazlimov Viktor Sidjak Eduard Vinokurov Mark Rakita         | Ungern Pál Gerevich Tamás Kovács Péter Marót Tibor Pézsa Péter Bakonyi                            |

### Damer
| Gren                    | Guld | Silver                                                                                      | Brons                                                                                              |
| Florett Detaljer...     | Antonella Ragno-Lonzi (ITA)                                                                                   | Ildikó Bóbis (HUN)                                                                          | Galina Gorochova (URS)                                                                             |
| Florett lag Detaljer... | Sovjetunionen Jelena Novikova-Belova Galina Gorochova Tatjana Samusenko Aleksandra Zabelina Svetlana Tjirkova | Ungern Ildikó Bóbis Ildikó Újlaky-Rejtő Ildikó Schwarczenberger Mária Szolnoki Ildikó Rónay | Rumänien Ileana Gyulai-Drimba-Jenei Ana Dersidan-Ene-Pascu Ecaterina Iencic-Stahl Olga Orban-Szabo |

## Gymnastik

### Herrar
| Event                      | Guld                                                                                                | Silver | Brons                                                                                              |
| Mångkamp, lag Detaljer...  | Japan Shigeru Kasamatsu Sawao Kato Eizo Kenmotsu Akinori Nakayama Teruichi Okamura Mitsuo Tsukahara | Sovjetunionen Nikolaj Andrianov Viktor Klimenko Alexander Maleev Edvard Mikaelian Vladimir Stjukin Michail Voronin | Östtyskland Matthias Brehme Wolfgang Klotz Klaus Köste Jürgen Paeke Reinhard Rychly Wolfgang Thüne |
| Mångkamp, ind. Detaljer... | Sawao Kato Japan                                                                                    | Eizo Kenmotsu Japan                                                                                                | Akinori Nakayama Japan                                                                             |
| Fristående Detaljer...     | Nikolaj Andrianov Sovjetunionen                                                                     | Akinori Nakayama Japan                                                                                             | Shigeru Kasamatsu Japan                                                                            |
| Bygelhäst Detaljer...      | Viktor Klimenko Sovjetunionen                                                                       | Sawao Kato Japan                                                                                                   | Eizo Kenmotsu Japan                                                                                |
| Ringar Detaljer...         | Akinori Nakayama Japan                                                                              | Michail Voronin Sovjetunionen                                                                                      | Mitsuo Tsukahara Japan                                                                             |
| Hopp Detaljer...           | Klaus Köste Östtyskland                                                                             | Viktor Klimenko Sovjetunionen                                                                                      | Nikolai Andrianov Sovjetunionen                                                                    |
| Barr Detaljer...           | Sawao Kato Japan                                                                                    | Shigeru Kasamatsu Japan                                                                                            | Eizo Kenmotsu Japan                                                                                |
| Räck Detaljer...           | Mitsuo Tsukahara Japan                                                                              | Sawao Kato Japan                                                                                                   | Shigeru Kasamatsu Japan                                                                            |

### Damer
| Event                      | Guld | Silver                                                                                                  | Brons                                                                                       |
| Mångkamp, lag Detaljer...  | Sovjetunionen Ljubov Burda Olga Korbut Antonina Kosjel Tamara Lazakovitj Elvira Saadi Ludmila Touristjeva | Östtyskland Irene Abel Angelika Hellmann Karin Janz Richarda Schmeisser Christine Schmitt Erika Zuchold | Ungern Ilona Bekesi Monika Csaszar Marta Kelemen Aniko Kery Krisztina Medveczky Zsuzsa Nagy |
| Mångkamp, ind. Detaljer... | Ludmila Touristjeva Sovjetunionen                                                                         | Karin Janz Östtyskland                                                                                  | Tamara Lazakovitj Sovjetunionen                                                             |
| Hopp Detaljer...           | Karin Janz Östtyskland                                                                                    | Erika Zuchold Östtyskland                                                                               | Ludmila Touristjeva Sovjetunionen                                                           |
| Barr Detaljer...           | Karin Janz Östtyskland                                                                                    | Olga Korbut Sovjetunionen                                                                               | Erika Zuchold Östtyskland                                                                   |
| Bom Detaljer...            | Olga Korbut Sovjetunionen                                                                                 | Tamara Lazakovitj Sovjetunionen                                                                         | Karin Janz Östtyskland                                                                      |
| Fristående Detaljer...     | Olga Korbut Sovjetunionen                                                                                 | Ludmila Touristjeva Sovjetunionen                                                                       | Tamara Lazakovitj Sovjetunionen                                                             |

## Handboll
| Gren                            | Guld | Silver | Brons |
| Herrarnas turnering Detaljer... | Jugoslavien Zoran Živković Abaz Arslanagić Miroslav Pribanić Petar Fajfrić Milorad Karalić Ðorđo Lavrnić Slobodan Mišković Hrvoje Horvat Branislav Pokrajac Zdravko Miljak Milan Lazarević Nebojša Popović Zdenko Zorko Albin Vidović | Tjeckoslovakien František Králík Peter Pospíšil Ivan Satrapa Vladimír Jarý Jiří Kavan Andrej Lukošík Vladimír Habr Jindřich Krepindl Ladislav Beneš Vincent Lafko Jaroslav Konečný Pavel Mikeš František Brůna Jaroslav Škarvan Arnošt Klimčík Zdeněk Škára | Rumänien Cornel Penu Alexandru Dincă Gabriel Kicsid Ghiță Licu Cristian Gaţu Roland Gunes Radu Voinea Simion Schöbel Gheorghe Gruia Werner Stöckl Daniel Marin Adrian Cosma Valentin Samungi Constantin Tudosie Ştefan Birtalan |

## Judo

### Herrar
| Event                               | Guld                             | Silver                         | Brons                                                       |
| Lättvikt (63 kg) Detaljer...        | Takao Kawaguchi Japan            | vakant                         | Kim Yong-Ik Nordkorea Jean-Jacques Mounier Frankrike        |
| Halv mellanvikt (70 kg) Detaljer... | Toyokazu Nomura Japan            | Anton Zajkowski Polen          | Dietmar Hötger Östtyskland Anatolij Novikov Sovjetunionen   |
| Mellanvikt (80 kg) Detaljer...      | Shinobu Sekine Japan             | Oh Seung-Lip Sydkorea          | Jean-Paul Coche Frankrike Brian Jacks Storbritannien        |
| Halv tungvikt (93 kg) Detaljer...   | Sjota Tjotjisjvili Sovjetunionen | David Starbrook Storbritannien | Paul Barth Västtyskland Chiaki Ishii Brasilien              |
| Tungvikt (+93 kg) Detaljer...       | Willem Ruska Nederländerna       | Klaus Glahn Västtyskland       | Motoki Nishimura Japan Givi Onasjvili Sovjetunionen         |
| Öppen klass Detaljer...             | Willem Ruska Nederländerna       | Vitali Kuznetsov Sovjetunionen | Jean-Claude Brondani Frankrike Angelo Parisi Storbritannien |

## Kanotsport

### Slalom
| Event                   | Guld                                         | Silver                                          | Brons                                      |
| Herrar, C-1 Detaljer... | Reinhard Eiben Östtyskland                   | Reinhold Kauder Västtyskland                    | James McEwan USA                           |
| Herrar, C-2 Detaljer... | Östtyskland Walter Hofmann Rolf-Dieter Amend | Västtyskland Hans-Otto Schumacher Wilhelm Baues | Frankrike Jean-Louis Olry Jean-Claude Olry |
| Herrar, K-1 Detaljer... | Siegbert Horn Östtyskland                    | Norbert Sattler Österrike                       | Harald Gimpel Östtyskland                  |
| Damer, K-1 Detaljer...  | Angelika Bahmann Östtyskland                 | Gisela Grothaus Västtyskland                    | Magdalena Wunderlich Västtyskland          |

### Sprint
Herrar
Damer
| Event                     | Guld                                                | Silver                                    | Brons                                     |
| K-1 500 meter Detaljer... | Julia Rjabtjinskaja Sovjetunionen                   | Mieke Jaapies Nederländerna               | Anna Pfeffer Ungern                       |
| K-2 500 meter Detaljer... | Sovjetunionen Ljudmila Pinajeva Jekaterina Kurysjko | Östtyskland Ilse Kaschube Petra Grabowsky | Rumänien Maria Nichiforov Viorica Dumitru |

## Landhockey
| Event               | Guld | Silver | Brons |
| Herrarnas turnering | Västtyskland Wolfgang Baumgart Horst Drose Dieter Freise Werner Kaessmann Carsten Keller Detlev Kittstein Ulrich Klaes Peter Kraus Michael Krause Michael Peter Wolfgang Rott Fritz Schmidt Rainer Seifert Wolfgang Strodter Eckart Suhl Eduard Thelen Peter Trump Ulrich Vos | Pakistan Rashid Abdul Akhtar Rasool Ul Akhtar Jahangir Butt Ur Fazal Islahuddin Siddique Mohammad Asad Malik Shahnaz Sheikh Munawwaruz Zaman Ahmad Riaz Saeed Anwar Saleem Sherwani Iftikar Syed Mudassar Syed Zahid Sheikh | Indien B.P. Govinda Charles Cornelius Manuel Frederick Michael Kindo Ashok Kumar M.P. Ganesh Krishnamurty Perumal Ajitpal Singh Harbinder Singh Harcharan Singh Harmik Singh Kulwant Singh Mukhbain Singh Virinder Singh |

## Modern femkamp
| Spel                     | Guld                                                            | Silver                                          | Brons                                             |
| Individuellt Detaljer... | András Balczó Ungern                                            | Boris Onisjtjenko Sovjetunionen                 | Pavel Lednyov Sovjetunionen                       |
| Lag Detaljer...          | Sovjetunionen Boris Onisjtjenko Pavel Lednjov Vladimir Sjmeljov | Ungern András Balczó Zsigmond Villányi Pál Bakó | Finland Risto Hurme Veikko Salminen Martti Ketelä |

## Ridsport

### Dressyr
| Gren                            | Guld                                                      | Guld                                                      | Silver                                                           | Silver                                                           | Brons                                             | Brons                                             |
| ------------------------------- | --------------------------------------------------------- | --------------------------------------------------------- | ---------------------------------------------------------------- | ---------------------------------------------------------------- | ------------------------------------------------- | ------------------------------------------------- |
| Individuell dressyr detaljer    | Liselott Linsenhoff Västtyskland                          | Liselott Linsenhoff Västtyskland                          | Jelena Petrusjkova Sovjetunionen                                 | Jelena Petrusjkova Sovjetunionen                                 | Josef Neckermann Västtyskland                     | Josef Neckermann Västtyskland                     |
| Lagtävlingen i dressyr detaljer | Sovjetunionen Jelena Petrusjkova Ivan Kizimov Ivan Kalita | Sovjetunionen Jelena Petrusjkova Ivan Kizimov Ivan Kalita | Västtyskland Liselott Linsenhoff Josef Neckermann Karin Schlüter | Västtyskland Liselott Linsenhoff Josef Neckermann Karin Schlüter | Sverige Ulla Håkansson Ninna Swaab Maud von Rosen | Sverige Ulla Håkansson Ninna Swaab Maud von Rosen |

### Fälttävlan
| Gren                               | Guld                                                                         | Guld                                                                         | Silver                                                       | Silver                                                       | Brons                                                                 | Brons                                                                 |
| ---------------------------------- | ---------------------------------------------------------------------------- | ---------------------------------------------------------------------------- | ------------------------------------------------------------ | ------------------------------------------------------------ | --------------------------------------------------------------------- | --------------------------------------------------------------------- |
| Individuell fälttävlan detaljer    | Richard Meade Storbritannien                                                 | Richard Meade Storbritannien                                                 | Alessandro Argenton Italien                                  | Alessandro Argenton Italien                                  | Jan Jönsson Sverige                                                   | Jan Jönsson Sverige                                                   |
| Lagtävlingen i fälttävlan detaljer | Storbritannien Richard Meade Mary Gordon-Watson Bridget Parker Mark Phillips | Storbritannien Richard Meade Mary Gordon-Watson Bridget Parker Mark Phillips | USA Kevin Freeman Bruce Davidson Michael Plumb James Wofford | USA Kevin Freeman Bruce Davidson Michael Plumb James Wofford | Västtyskland Harry Klugmann Ludwig Gössing Karl Schultz Horst Karsten | Västtyskland Harry Klugmann Ludwig Gössing Karl Schultz Horst Karsten |

### Hoppning
| Gren                             | Guld                                                                            | Guld                                                                            | Silver                                                          | Silver                                                          | Brons                                                                        | Brons                                                                        |
| -------------------------------- | ------------------------------------------------------------------------------- | ------------------------------------------------------------------------------- | --------------------------------------------------------------- | --------------------------------------------------------------- | ---------------------------------------------------------------------------- | ---------------------------------------------------------------------------- |
| Individuell hoppning detaljer    | Graziano Mancienelli Italien                                                    | Graziano Mancienelli Italien                                                    | Ann Moore Storbritannien                                        | Ann Moore Storbritannien                                        | Neal Shapiro USA                                                             | Neal Shapiro USA                                                             |
| Lagtävlingen i hoppning detaljer | Västtyskland Fritz Ligges Gerhard Wiltfang Hartwig Steenken Hans Günter Winkler | Västtyskland Fritz Ligges Gerhard Wiltfang Hartwig Steenken Hans Günter Winkler | USA Neal Shapiro William Steinkraus Kathryn Kusner Frank Chapot | USA Neal Shapiro William Steinkraus Kathryn Kusner Frank Chapot | Italien Graziano Mancienelli Vittorio Orlandi Raimondo d’Inzeo Piero d’Inzeo | Italien Graziano Mancienelli Vittorio Orlandi Raimondo d’Inzeo Piero d’Inzeo |

Denna tabell: visa • redigera

## Rodd
| Event                         | Guld | Silver | Brons |
| Singelsculler Detaljer...     | Jurij Maljsjev (URS) | Alberto Demiddi (ARG) | Wolfgang Güldenpfennig (GDR) |
| Dubbelsculler Detaljer...     | Aleksandr Timosjinin och Gennadi Korsjikov (URS)                                                                             | Frank Hansen och Svein Thøgersen (NOR)                                                                                           | Joachim Böhmer och Hans-Ulrich Schmied (GDR) |
| Tvåa utan styrman Detaljer... | Siegfried Brietzke och Wolfgang Mager (GDR)                                                                                  | Heinrich Fischer och Alfred Bachmann (SUI)                                                                                       | Roel Luynenburg och Ruud Stokvis (NED) |
| Tvåa med styrman Detaljer...  | Östtyskland Wolfgang Gunkel Jörg Lucke Klaus-Dieter Neubert                                                                  | Tjeckoslovakien Oldřich Svojanovský Pavel Svojanovský Vladimír Petříček                                                          | Rumänien Ştefan Tudor Petre Ceapura Ladislau Lovrenski |
| Fyra utan styrman Detaljer... | Östtyskland Frank Forberger Frank Rühle Dieter Grahn Dieter Schubert                                                         | Nya Zeeland Dick Tonks Dudley Storey Ross Collinge Noel Mills                                                                    | Västtyskland Joachim Ehrig Peter Funnekötter Franz Held Wolfgang Plottke                                                                                          |
| Fyra med styrman Detaljer...  | Västtyskland Peter Berger Hans-Johann Färber Gerhard Auer Alois Bierl Uwe Benter                                             | Östtyskland Dietrich Zander Reinhard Gust Eckhard Martens Rolf Jobst Klaus-Dieter Ludwig                                         | Tjeckoslovakien Otakar Mareček Karel Neffe Vladimír Jánoš František Provazník Vladimír Petříček                                                                   |
| Åtta med styrman Detaljer...  | Nya Zeeland Tony Hurt Wybo Veldman Dick Joyce John Hunter Lindsay Wilson Athol Earl Trevor Coker Gary Robertson Simon Dickie | USA Lawrence Terry Franklin Hobbs Pete Raymond Tim Mickelson Gene Clapp Bill Hobbs Cleve Livingston Mike Livingston Paul Hoffman | Östtyskland Hans-Joachim Borzym Jörg Landvoigt Harold Dimke Manfred Schneider Hartmut Schreiber Manfred Schmorde Bernd Landvoigt Heinrich Mederow Dietmar Schwarz |

## Segling
- Soling
  - 1 USA – Harry Melges, William Bentsen & William Allen
  - 2 Sverige – Stig Wennerström, Bo Knape & Stefan Krook
  - 3 Kanada – David Miller, John Ekels & Paul Côté
- Drake
  - 1 Australien – John Cuneo, Thomas Anderson & John Shaw
  - 2 DDR – Paul Borowski, Konrad Weichert & Karl-Heinz Thun
  - 3 USA – Donald Cohan, Charles Horter & John Marshall
- Starbåt
  - 1 Australien – David Forbes & John Anderson
  - 2 Sverige – Pelle Petterson & Stellan Westerdahl
  - 3 Västtyskland – Wilhelm Kuhweide & Karsten Meyer
- Flying Dutchman
  - 1 Storbritannien – Rodney Pattisson & Christopher Davies
  - 2 Frankrike – Yves Pajot & Marc Pajot
  - 3 Västtyskland –Ullrich Libor & Peter Naumann
- Tempest
  - 1 Sovjetunionen – Valentin Mankin & Vitali Dirdira
  - 2 Storbritannien – Alan Warren & David Hunt
  - 3 USA – Glen Foster & Peter Dean
- Finnjolle
  - 1 Serge Maury, Frankrike
  - 2 Ilias Khatzipavlis, Grekland
  - 3 Viktor Potapov, Sovjetunionen

## Simhopp

### Herrar
- Svikthopp
  - 1 Vladimir Vasin, Sovjetunionen
  - 2 Giorgio Cagnotto, Italien
  - 3 Craig Lincoln, USA
- Höga hopp
  - 1 Klaus Dibiasi, Italien
  - 2 Richard Rydze, USA
  - 3 Giorgio Cagnotto, Italien

### Damer
- Svikthopp
  - 1 Micki King, USA
  - 2 Ulrika Knape, Sverige
  - 3 Marina Janicke, DDR
- Höga hopp
  - 1 Ulrika Knape, Sverige
  - 2 Milena Duchková, Theckoslovakien
  - 3 Marina Janicke, DDR

## Simning

### Herrar
| Gren                         | Guld                                                             | Silver                                                                             | Brons                                                                                 |
| 100 m frisim Detaljer...     | Mark Spitz · USA                                                 | Jerry Heidenreich · USA                                                            | Vladimir Bure · Sovjetunionen                                                         |
| 200 m frisim Detaljer...     | Mark Spitz · USA                                                 | Steve Genter · USA                                                                 | Werner Lampe · Västtyskland                                                           |
| 400 m frisim Detaljer...     | Brad Cooper · Australien                                         | Steve Genter · USA                                                                 | Tom McBreen · USA                                                                     |
| 1500 m frisim Detaljer...    | Mike Burton · USA                                                | Graham Windeatt · Australien                                                       | Douglas Northway · USA                                                                |
| 100 m ryggsim Detaljer...    | Roland Matthes · Östtyskland                                     | Mike Stamm · USA                                                                   | John Murphy · USA                                                                     |
| 200 m ryggsim Detaljer...    | Roland Matthes · Östtyskland                                     | Mike Stamm · USA                                                                   | Mitchell Ivey · USA                                                                   |
| 100 m bröstsim Detaljer...   | Nobutaka Taguchi · Japan                                         | Tom Bruce · USA                                                                    | John Hencken · USA                                                                    |
| 200 m bröstsim Detaljer...   | John Hencken · USA                                               | David Wilkie · Storbritannien                                                      | Nobutaka Taguchi · Japan                                                              |
| 100 m fjäril Detaljer...     | Mark Spitz · USA                                                 | Bruce Robertson · Kanada                                                           | Jerry Heidenreich · USA                                                               |
| 200 m fjäril Detaljer...     | Mark Spitz · USA                                                 | Gary Hall · USA                                                                    | Robin Backhaus · USA                                                                  |
| 200 m medley Detaljer...     | Gunnar Larsson · Sverige                                         | Tim McKee · USA                                                                    | Steve Furniss · USA                                                                   |
| 400 m medley Detaljer...     | Gunnar Larsson · Sverige                                         | Tim McKee · USA                                                                    | András Hargitay · Ungern                                                              |
| 4 x 100 m frisim Detaljer... | USA · David Edgar · John Murphy · Jerry Heidenreich · Mark Spitz | Sovjetunionen · Vladimir Bure · Viktor Mazanov · Viktor Aboimov · Igor Grivennikov | Östtyskland · Roland Matthes · Wilfried Hartung · Peter Bruch · Lutz Unger            |
| 4 x 200 m frisim Detaljer... | USA · John Kinsella · Fred Tyler · Steve Genter · Mark Spitz     | Västtyskland · Klaus Steinbach · Werner Lampe · Hans Vosseler · Hans Fassnacht     | Sovjetunionen · Igor Grivennikov · Viktor Mazanov · Georgijs Kuļikovs · Vladimir Bure |
| 4 x 100 m medley Detaljer... | USA · Mike Stamm · Tom Bruce · Mark Spitz · Jerry Heidenreich    | Östtyskland · Roland Matthes · Klaus Katzur · Hartmut Flöckner · Lutz Unger        | Kanada · Erik Fish · William Mahony · Bruce Robertson · Robert Kasting                |

### Damer
| Gren                         | Guld                                                                     | Silver                                                                          | Brons                                                                                |
| 100 m frisim Detaljer...     | Sandra Neilson · USA                                                     | Shirley Babashoff · USA                                                         | Shane Gould · Australien                                                             |
| 200 m frisim Detaljer...     | Shane Gould · Australien                                                 | Shirley Babashoff · USA                                                         | Keena Rothhammer · USA                                                               |
| 400 m frisim Detaljer...     | Shane Gould · Australien                                                 | Novella Calligaris · Italien                                                    | Gudrun Wegner · Östtyskland                                                          |
| 800 m frisim Detaljer...     | Keena Rothhammer · USA                                                   | Shane Gould · Australien                                                        | Novella Calligaris · Italien                                                         |
| 100 m ryggsim Detaljer...    | Melissa Belote · USA                                                     | Andrea Gyarmati · Ungern                                                        | Susan Atwood · USA                                                                   |
| 200 m ryggsim Detaljer...    | Melissa Belote · USA                                                     | Susan Atwood · USA                                                              | Donna Gurr · Kanada                                                                  |
| 100 m bröstsim Detaljer...   | Catherine Carr · USA                                                     | Galina Prozumensjtjikova · Sovjetunionen                                        | Beverley Whitfield · Australien                                                      |
| 200 m bröstsim Detaljer...   | Beverley Whitfield · Australien                                          | Dana Schoenfield · USA                                                          | Galina Prozumensjtjikova · Sovjetunionen                                             |
| 100 m fjäril Detaljer...     | Mayumi Aoki · Japan                                                      | Roswitha Beier · Östtyskland                                                    | Andrea Gyarmati · Ungern                                                             |
| 200 m fjäril Detaljer...     | Karen Moe · USA                                                          | Lynn Colella · USA                                                              | Ellie Daniel · USA                                                                   |
| 200 m medley Detaljer...     | Shane Gould · Australien                                                 | Kornelia Ender · Östtyskland                                                    | Lynn Vidali · USA                                                                    |
| 400 m medley Detaljer...     | Gail Neall · Australien                                                  | Leslie Cliff · Kanada                                                           | Novella Calligaris · Italien                                                         |
| 4 x 100 m frisim Detaljer... | USA · Shirley Babashoff · Jane Barkman · Jennifer Kemp · Sandra Neilson  | Östtyskland · Andrea Eife · Kornelia Ender · Elke Sehmisch · Gabriele Wetzko    | Västtyskland · Gudrun Beckmann · Heidemarie Reineck · Angela Steinbach · Jutta Weber |
| 4 x 100 m medley Detaljer... | USA · Melissa Belote · Catherine Carr · Deena Deardurff · Sandra Neilson | Östtyskland · Christine Herbst · Renate Vogel · Roswitha Beier · Kornelia Ender | Västtyskland · Gudrun Beckmann · Vreni Eberle · Silke Pielen · Heidemarie Reineck    |

## Skytte
- Helmatch, frigevär 300 m
  - 1 Lones Wigger, USA
  - 2 Boris Melnik, Sovjetunionen
  - 3 Lajos Papp, Ungern
- Kortdistans 60 skott liggande
  - 1 Ho-Jun Li, Nordkorea
  - 2 Victor Auer, USA
  - 3 Nicolae Rotaru, Rumänien
- Kortdistans, helmatch
  - 1 John Writer, USA
  - 2 Lenny Bassham, USA
  - 3 Werner Lippoldt, DDR
- Fripistol, 50 m
  - 1 Ragnar Skanåker, Sverige
  - 2 Dan Iuga, Rumänien
  - 3 Rudolf Dollinger, Österrike
- Snabbpistol
  - 1 Józef Zapędzki, Polen
  - 2 Ladislav Falta, Tjeckoslovakien
  - 3 Viktor Torsjin, Sovjetunionen
- Löpande mål, 50 m
  - 1 Jakov Sjeleznjak, Sovjetunionen
  - 2 Helmut Bellingrodt, Colombia
  - 3 John Kynoch, Storbritannien
- Trap
  - 1 Angelo Scalzone, Italien
  - 2 Michel Carrega, Frankrike
  - 3 Silvani Basagni, Italien
- Skeet
  - 1 Konrad Wirnhier, Västtyskland
  - 2 Jevgenij Petrov, Sovjetunionen
  - 3 Michael Buchheim, DDR

## Tyngdlyftning

### Herrar
| Gren                              | Guld                               | Silver                          | Brons                           |
| Flugvikt 52 kg Detaljer...        | Zygmunt Smalcerz · Polen           | Lajos Szűcs · Ungern            | Sándor Holczreiter · Ungern     |
| Bantamvikt 56 kg Detaljer...      | Imre Földi · Ungern                | Mohammad Nassiri · Iran         | Gennadij Tjetin · Sovjetunionen |
| Fjädervikt 60 kg Detaljer...      | Norair Norikian · Bulgarien        | Dito Sjanidse · Sovjetunionen   | János Benedek · Ungern          |
| Lättvikt 67,5 kg Detaljer...      | Mutjarbi Kirsjinov · Sovjetunionen | Mladen Kutjev · Bulgarien       | Zbigniew Kaczmarek · Polen      |
| Mellanvikt 75 kg Detaljer...      | Jordan Bikov · Bulgarien           | Mohamed Tarabulsi · Libanon     | Anselmo Silvino · Italien       |
| Lätt tungvikt 82,5 kg Detaljer... | Leif Jensen · Norge                | Norbert Ozimek · Polen          | György Horváth · Ungern         |
| Mellantungvikt 90 kg Detaljer...  | Andon Nikolov · Bulgarien          | Atanas Sjopov · Bulgarien       | Hans Bettembourg · Sverige      |
| Tungvikt 110 kg Detaljer...       | Jaan Talts · Sovjetunionen         | Alexander Kraitsjev · Bulgarien | Stefan Grützner · Östtyskland   |
| Supertungvikt +110 kg Detaljer... | Vasilij Aleksejev · Sovjetunionen  | Rudolf Mang · Västtyskland      | Gerd Bonk · Östtyskland         |

## Vattenpolo
| Gren   | Guld:         | Silver: | Brons: |
| Herrar | Sovjetunionen | Ungern  | USA    |

## Volleyboll

### Herrar
- 1 Japan
- 2 DDR
- 3 Sovjetunionen

### Damer
- 1 Sovjetunionen
- 2 Japan
- 3 Nordkorea